# 飯能靖和病院
医療法人靖和会 飯能靖和病院（いりょうほうじんせいわかい はんのうせいわびょういん）は、埼玉県飯能市にある病院である。最寄駅はJR八高線東飯能駅。

## 診療科
- 内科
- リハビリテーション科
- 脳神経内科
- 精神科
- 皮膚科

## 沿革と特徴
1980年、靖和会グループ会長である木川一男によって開設された。
脳血管疾患に特化した回復期リハビリテーションや特殊疾患病棟における神経難病患者、呼吸器管理が必要な患者、認知症などの受け入れを行なっている。

## 交通アクセス
- 西武池袋線飯能駅北口からイーグルバス「高麗川団地・武蔵高萩駅」ゆき、「飯能靖和病院」下車、徒歩1分

## 飯能靖和病院の関連施設
- 介護老人保健施設 やまぶきの郷
- 飯能市東吾野医療介護センター
- 介護老人保健施設 小江戸の郷
- 飯能靖和介護医療院

いずれも病院と同じ法人が運営をしている。